# Лоуренс (округ, Арканзас)
Шаблон:StateAbbr_ 36°01′50″ пн. ш. 91°06′47″ зх. д. / 36.030555555556° пн. ш. 91.113055555556° зх. д.
Округ Лоуренс (англ. Lawrence County) — округ (графство) у штаті Арканзас. Ідентифікатор округу 05075.

## Історія
Округ утворений 1815 року.

## Демографія
За даними перепису
2000 року
загальне населення округу становило 17774 осіб, зокрема міського населення було 6509, а сільського — 11265.
Серед мешканців округу чоловіків було 8594, а жінок — 9180. В окрузі було 7108 домогосподарств, 5009 родин, які мешкали в 8085 будинках.
Середній розмір родини становив 2,92.
Віковий розподіл населення поданий у таблиці:
| Стать    | До 15 років | 15-21 | 22-29 | 30-39 | 40-49 | 50-65 | 65-85 | Понад 85 |
| -------- | ----------- | ----- | ----- | ----- | ----- | ----- | ----- | -------- |
| Чоловіки | 1798        | 979   | 835   | 1133  | 1152  | 1434  | 1137  | 126      |
| Жінки    | 1698        | 866   | 843   | 1159  | 1186  | 1596  | 1512  | 320      |

## Суміжні округи
- Рендолф — північ
- Грін — схід
- Крейггед — південний схід
- Джексон — південь
- Індепенденс — південний захід
- Шарп — захід

## Виноски
1. ↑  U.S. Decennial Census. United States Census Bureau. Архів оригіналу за 12 травня 2015. Процитовано 27 серпня 2015.
2. ↑  Historical Census Browser. University of Virginia Library. Архів оригіналу за 11 серпня 2012. Процитовано 27 серпня 2015.
3. ↑  Forstall, Richard L., ред. (27 березня 1995). Population of Counties by Decennial Census: 1900 to 1990. United States Census Bureau. Архів оригіналу за 24 вересня 2015. Процитовано 27 серпня 2015.
4. ↑  Census 2000 PHC-T-4. Ranking Tables for Counties: 1990 and 2000 (PDF). United States Census Bureau. 2 квітня 2001. Архів оригіналу (PDF) за 18 грудня 2014. Процитовано 27 серпня 2015.
5. ↑  State & County QuickFacts. United States Census Bureau. Архів оригіналу за 7 червня 2011. Процитовано 23 травня 2014.(англ.) Наведено за англійською вікіпедією.
6. ↑  American FactFinder. Бюро перепису населення США. Архів оригіналу за 26 лютого 2012. Процитовано 31 січня 2008.

| США | Це незавершена стаття з географії США. Ви можете допомогти проєкту, виправивши або дописавши її. |